# Warcraft: Orcs & Humans
WarCraft: Orcs & Humans (укр. «Воєнне ремесло: Орки та люди») — відеогра жанру стратегії в реальному часі, випущена компанією Blizzard Entertainment в 1994 році для DOS, а пізніше — для Macintosh. Warcraft і її продовження в підсумку стали однією з найуспішніших франшиз в історії відеоігор.
Дія гри відбувається в Азероті — частині вигаданого фентезійного всесвіту Warcraft. Події, відтворені в грі, відносяться до Першої Великої війни (або просто Першої війни), що відбувалася у цьому світі, та зображають протистояння варварів орків, які бажають завоювати Азерот, та Альянсу, який намагається зупинити їхню навалу.

## Ігровий процес

### Основи
Гра є стратегією у реальному часі, де слід збирати ресурси, розбудовувати базу та воювати з противником. На початку гравець має основну будівлю, де замовляє робітників, котрі добувають ресурси і зводять інші будівлі, в яких замовляються війська і проводяться дослідження вдосконалень. Будувати споруди можна тільки біля доріг, що з'єднують вже наявні будівлі. На будівництво і найм військ витрачаються два види ресурсів: дерево і золото. Дерево добувається з лісів на лісопилках, золото — на рудниках. Пошкоджені споруди є можливість відремонтувати за певну кількість ресурсів, але меншу, ніж затрачається на будівництво.
Ігровий інтерфейс схожий на Dune II, але в цій грі можливо виділяти від 1 до 4 юнітів одночасно спеціальною рамкою. Для управління військами і базою необхідно використовувати гарячі клавіші, окрім мишки. Orcs & Humans працює у роздільній здатності 320x200.
Гравець може грати за орків (Орда), і за людей (Альянс), розбудовуючи бази і створюючи війська для знищення противника. Війська обох сторін в більшості відрізняються тільки виглядом, головна відмінність полягає в заклинаннях магів. Тобто, у кожного юніта Альянсу є відповідник Орди. Сюжет повідомляється з анімованих вставок і брифінгів між місіями кампаній. Гра пропонує також багато одиночних рівнів і рівнів-підземель, де гравець повинен, як правило, дістатися до певного місця, подолавши перешкоди. Подібні рівні були відсутні в Warcraft II, але були повернуті в Warcraft III.

### Інтерфейс
Основний екран в Warcraft: Orcs & Humans розділений на кілька частин: частина праворуч безпосередньо відображає поле бою на якому гравець може бачити своє і вороже військо, вибирати бойові одиниці або будівлі, а також переміщати карту за допомогою комп'ютерної миші або спеціальних клавіш. Ліва верхня частина екрану використовується як мінікарта або як табло, на якому розташована різна ігрова статистика. Знизу від мінікарти знаходиться вкладка бойових одиниць і будівель, що зображає іконку окремо обраного юніта або будови і вказує на стан її здоров'я і запас мани. Нижче розташована область екрану для різних наказів, заклинань і поліпшень, натискання яких призводить до відповідних дій. У лівій нижній частині екрану знаходиться значок ігрового меню, вибір якого вийти з гри, керувати збереженням прогресу та змінити налаштування.
Верхній край над екраном поля бою відображає ресурси гравця, які в Warcraft складаються з деревини і золота. Найнижча частина інтерфейсу знаходиться під екраном поля бою і праворуч від значка «Menu» служить для передачі повідомлень в мережевий сутичці або як консоль для введення чит-кодів, а також в цілому як рядок різних описів присутніх в грі, наприклад як покажчик вартості ремонту будівлі або найму бойової одиниці. При наведенні миші на іконку дії або заклинання нижня рядок також вказує на відповідну клавішу швидкого доступу, тим самим надаючи гравцю можливість використовувати клавіатуру замість миші для різних наказів, спрощуючи і прискорюючи таким чином ігровий процес.

## Сюжет
Показані в кампанії події в пізніших іграх були переінакшені. За каноном, Орда перемогла, відкриваючи простір для події Warcraft II. В документації до гри зазначається, що обидві кампанії є канонічними при почерговому проходженні місій, починаючи з кампанії Альянсу.
В керівництві з гри надається передісторія, викладена від імені сера Лотара (для Альянсу) та Гарони з Тіньової ради (для Орди). В ній оповідається про королів Азероту, перше зіткнення з варварами орками та сумнівні дії мага Медіва, котрий передбачив прихід Орди. Також розповідається як чорнокнижник орків Гул'дан зумів відкрити портал у світ Азерот, звідки повернувся з доказами багатств цього світу. Лідер орків Чорнорук Руйнівник (англ. Blackhand the Destroyer) засилає кількох воїнів і, пересвідчившись в правдивості слів Гул'дана, збирає армію та вторгається до Азероту.

### Кампанія Орди
Чорнорук посилає гравця в ролі свого підручного на різні завдання, щоб зміцнити позиції Орди. Несподівано дочка Чорнорука Грісельда Чорнорука (англ. Griselda Blackhand) тікає з ограми в Мертві шахти. Після повернення її та вбивства банди огрів починається наступ, в ході якого знищується місто Санніґлейд.
Проте скоро Тіньова рада вирішує, що Чорнорук став негідним своєї посади та задумує його убити руками гравця. Орда просувається до міста Штормвінд, столиці однойменної держави (також відомої як Азерот).
Зломивши оборону Штормвінду, орки розграбовують місто, а гравець стає визнаним лідером орків. Він береться переслідувати вцілілих, які тікають на північ, наслідки чого зображаються у Warcraft II.

### Кампанія Альянсу
Гравець виступає в ролі регента, якому доручається опікуватися невеликими землями Штормвінду. Розвідники повідомляють про появу в околицях орків. Король Ллейн Рінн (Llane Wrynn) відсилає війська на захист міста Гранд Гамлет, після оборони якого Альянс береться знищувати аванпости орків навколо.
Далі люди розшукують сера Лотара, котрий зник в Мертвих шахтах і допомагають ченцям Норзширського абатства. Вони визволяють забраних в рабство орками селян, але успіхи перекреслює маг Медів, котрий вирішив скористатися ситуацією аби добути собі більше сил, випиваючи сили навколишніх земель. Подолавши його, Альянс починає повномасштабний штурм орчих позицій. Люди просуваються до Чорної скелі, фортеці Чорнорука, та руйнують її.
Штормвінд святкує перемогу, а гравець отримує титул Захисника корони і готується знайти місце звідки орки пробралися в цей світ.

## Розробка
Робота над грою певною мірою почалася у вересні 1993 року, коли Blizzard ще мала назву Silicon & Synapse і вже мала досвід розробки власних відеоігор. Успіх Dune II від Westwood Studios надихнув команду взятися за власну стратегію в реальному часі. Патрік Ваєтт, котрий раніше працював над кодом Rock N' Roll Racing та The Lost Vikings, придумав як вдосконалити ігровий процес Dune II, а саме можливістю одночасного виділення кількох підконтрольних об'єктів, а не поодинці. Він провів паралелі між виділенням бойових одиниць та функцією виділення рамкою об'єктів з програм MacDraw і MacDraft. Після того як Silicon & Synapse було придбано Davidson & Associates в лютому 1994, стартувала повноцінна робота над новою грою із саме такою можливістю.
Назва і тематика Warcraft виникли в ході мозкового штурму, організованого президентом Blizzard Алленом Адамом. Назва гри була запропонована саме ним, а з-поміж тем розглядалися Римська імперія, В'єтнамська війна та інші історичні часи. Рон Міллар і Сем Дідіер виступали за фентезійну тему на кшталт Warhammer і Dungeons & Dragons. Зрештою ця ідея і була затверджена, оскільки дозволяла не дотримуватися історичної точності й мати більше свободи в дизайні. За легендою, Аллен Адам сподівався отримати ліцензію від Games Workshop на створення гри за всесвітом Warhammer Fantasy. Він думав добитися цим популярності, адже Warhammer Fantasy була тоді популярною настільною грою з численною супутньою продукцією. Однак негативний досвід співпраці Blizzard з DC Comics у роботі над файтингами Death and Return of Superman і Justice League Task Force став підставою для відхилення ліцензування. Разом з тим Warcraft перейняла деякі особливості дизайну, зокрема зеленошкірих орків. Втім, ні Games Workshop, ні Blizzard ніколи не виступали з офіційними заявами щодо цього і про зв'язки Warcraft з Warhammer відомо тільки за спогадами окремих співробітників компаній.
В лютому 1994 було складено дизайн-документ з описом ключових концепцій гри. Дизайном гри зайнявся Рон Міллар, відомий графікою для ігор на Gameboy. До нього приєднався Сем Дідер, який згодом визначив особливий стиль ігор Blizzard, і Ст'ю Роуз як дизайнер фонів і тайлів. Від ранніх ідей 1993 до грабельної версії розробка гри зайняла 6 місяців. Розробка початково фінансувалася з прибутків ігор для видавництв Interplay і SunSoft. В той самий час ще Silicon and Synapse фінансувала роботу над Games People Play (збірником кросвордів і головоломок), яка була скасована. Створення одночасно Warcraft і Games People Play стало помилкою для компанії, через орієнтування на дві зовсім різні аудиторії. Проте Davidson & Associates, виробник освітнього програмного забезпечення, вирішила купити Silicon and Synapse. З цим збільшилося фінансування та швидкість роботи над Warcraft.
Міллар запропонувава оригінальну ідею створення військ. На Фермах гравець отримував селян, які добували ресурси і займалися будівництвом. Їх можна було посилати на перепідготовку в Барак, отримуючи воїнів. Роуз порахував систему проблемною і такою, що суперечить запланованій стратегічній грі. Вона потребувала більшої концентрації уваги гравця на тренуванні армії, замість битв. Замість перепідготовки було реалізовано замовлення військ одразу в відповідних будівлях, як в Dune II. З метою ускладенення боїв створювався умисний дисбаланс: комп'ютерний гравець повільніше виснажував джерела ресурсів, але отримував стандартну кількість з кожного. Наприклад, хоча з золотого рудника кожним робітником забиралося 8 одиниць золота, на базу приносилося 100. Такий дисбаланс спонукав живого гравця не засиджуватися в обороні, а нападати. Крім того комп'ютеру відомо що робить гравець, попри нібито нерозвіданість територій.
Задля пришвидшення розробки було вирізано багато початкових ідей. Серед них: Нора гномів (споруда, що видобувала камінь), Пивна, ящеролюди, хобгобліни, напіврослики (як неграбельні істоти). Були плани використовувати камінь як ресурс, та зрештою гра набула звичного вигляду з двома ресурсами — деревом і золотом. Так само відмовилися і від шикувань військ. Натомість було введено групи бійців, яким присвоювалися номери. Задумувалося ввести героїв різних класів, серед них і втілення гравця, але ця ідея відкинулася з причини затратності їх дизайну й анімації. Також втілення гравця, що переходило б від місії до місії, вимагало змін в коді для підтримання очікуваної складності в місіях.
Аллен наполягав на яскравій колірній палітрі, яка б відрізняла Warcraft від інших ігор свого часу на військову тематику. Додатковою причиною стало те, що дизайнери раніше працювали над консольними (приставочними) іграми, а телевізори гірше передавали кольори за комп'ютерні монітори. За спогадами Патріка Ваєтта, Адам спеціально ходив студією і вмикав світло та відкривав жалюзі, щоб дизайнери не могли працювати з тьмяними палітрами.
Неодноразово поставало питання про перевидання Warcraft: Orcs & Humans і Warcraft II. Особливо увага фанатів звернулася до ідеї перевидання після BlizzCon 2016, де було анонсовано відтворення оригінальної Diablo на рушієві Diablo III. Співзасновник Blizzard Френк Пірс повідомив щодо цього, що планів на перевидання Warcraft: Orcs & Humans і Warcraft II немає. «Warcraft: Orcs & Humans була приголомшливою свого часу. Повірте, зараз вона нудна, тому що не відповідає сучасним стандартам» — відповів він.

## Оцінки і відгуки
| Видання        | Оцінка |
| -------------- | ------ |
| Dragon         | [ 7 ]  |
| GameRevolution | A-     |
| PC Format      | 75 %   |
| PC Gamer (США) | 92 %   |

Warcraft: Orcs & Humans на свій час стала найбільшим досягненням Blizzard Entertainment і забезпечила фінансову стабільність компанії. В листопаді 1995 року Entertainment Weekly оцінили гру як 19-у в переліку 20-и найкращих з усіх категорій.
Попри успішні продажі, більшість тодішніх видань не звернули уваги на нову гру і Warcraft біля місяця не отримувала оцінок критиків. В збереженій колекції оглядів на MobyGames оцінки коливаються від найвищої у 92 % до у 40 %.

### Нагороди
- Фіналіст конкурсу Premier від «Computer Gaming World» (1995);
- Премія редакції журналу «PC Gamer»;
- Лауреат конкурсу на звання гри року в жанрі стратегії журналу «PC Gamer»;
- Вибір рецензентів «Computer Life»;
- Фіналіст конкурсу «Найкраща гра в жанрі стратегії» від Academy of Interactive Arts & Sciences (1995);
- Премія Innovations від Consumer Electronics Show (1995)[13].